# Enischnispa calamella
Enischnispa calamella es una especie de insecto coleóptero de la familia Chrysomelidae.
Fue descrita científicamente en 1990 por Judson Linsley Gressittt.